# Домикан (село)
Домика́н — село в Архаринском районе Амурской области, входит в Новоспасский сельсовет.
Основано в 1874 г.
Топонимика: название с эвенкийского: доми – важенка (самка оленя), суффикс -кан показывает, что важенка маленькая.

## География
Село Домикан стоит на левом берегу реки Домикан, вблизи устья, до левого берега реки Бурея — примерно 2 км.
Автомобильная дорога к селу Домикан идёт на север от районного центра Архара, расстояние до Архары — 38 км.
Восточнее села Домикан проходит Забайкальская железная дорога, до станции Домикан — 7 км.
От села Домикан вверх по левому берегу Буреи идёт дорога к селу Гуликовка, вниз по правому берегу Буреи — к административному центру Новоспасского сельсовета селу Новоспасск, расстояние — около 9 км.

## Население
| 2002 | 2010 | 2012 | 2013 | 2014 | 2015 | 2016 |
| ---- | ---- | ---- | ---- | ---- | ---- | ---- |
| 227  | ↘206 | ↘203 | ↗205 | ↘197 | ↘195 | →195 |
| 2017 | 2018 |      |      |      |      |      |
| ↘188 | ↘176 |      |      |      |      |      |

## Инфраструктура
Сельскохозяйственные предприятия Архаринского района.